# Petrotá (Évros)
Petrotá, en grec moderne : Πετρωτά, est un village du dème d'Orestiáda, district régional de l'Évros, en Macédoine-Orientale-et-Thrace, en Grèce. 
La localité appartient au district municipal de Trígono et constitue l'une des communautés municipales. Selon le recensement de 2021, elle compte 125 habitants.